# Concerto pour violon de Brahms
Pour les articles homonymes, voir Concerto pour violon (homonymie).
Le Concerto pour violon en ré majeur, op. 77 est une des œuvres du compositeur allemand Johannes Brahms. Pièce majeure du répertoire romantique allemand pour l'instrument, avec celui de Felix Mendelssohn, sa partie de soliste très virtuose, jugée à l'époque presque injouable, donna lieu à des remaniements de la part de son auteur. Réputé de nos jours pour être l'un des concertos pour violon les plus difficiles, il a en effet été conçu par Brahms pour et avec son ami virtuose Joseph Joachim.
En quatre mouvements à l'origine (le scherzo initialement prévu a été finalement supprimé pour être réutilisé dans le deuxième concerto pour piano), sa richesse mélodique et sa splendeur orchestrale l'ont élevé au rang des hauts chefs-d'œuvre de la musique viennoise du XIXe siècle. Servi par les plus grands interprètes, de Bronisław Huberman, qui le joua à 14 ans devant le compositeur, à Jascha Heifetz, en passant par Christian Ferras, Itzhak Perlman ou Anne-Sophie Mutter, sa riche discographie témoigne de l'immense popularité dont il jouit dans le monde entier.

## Composition

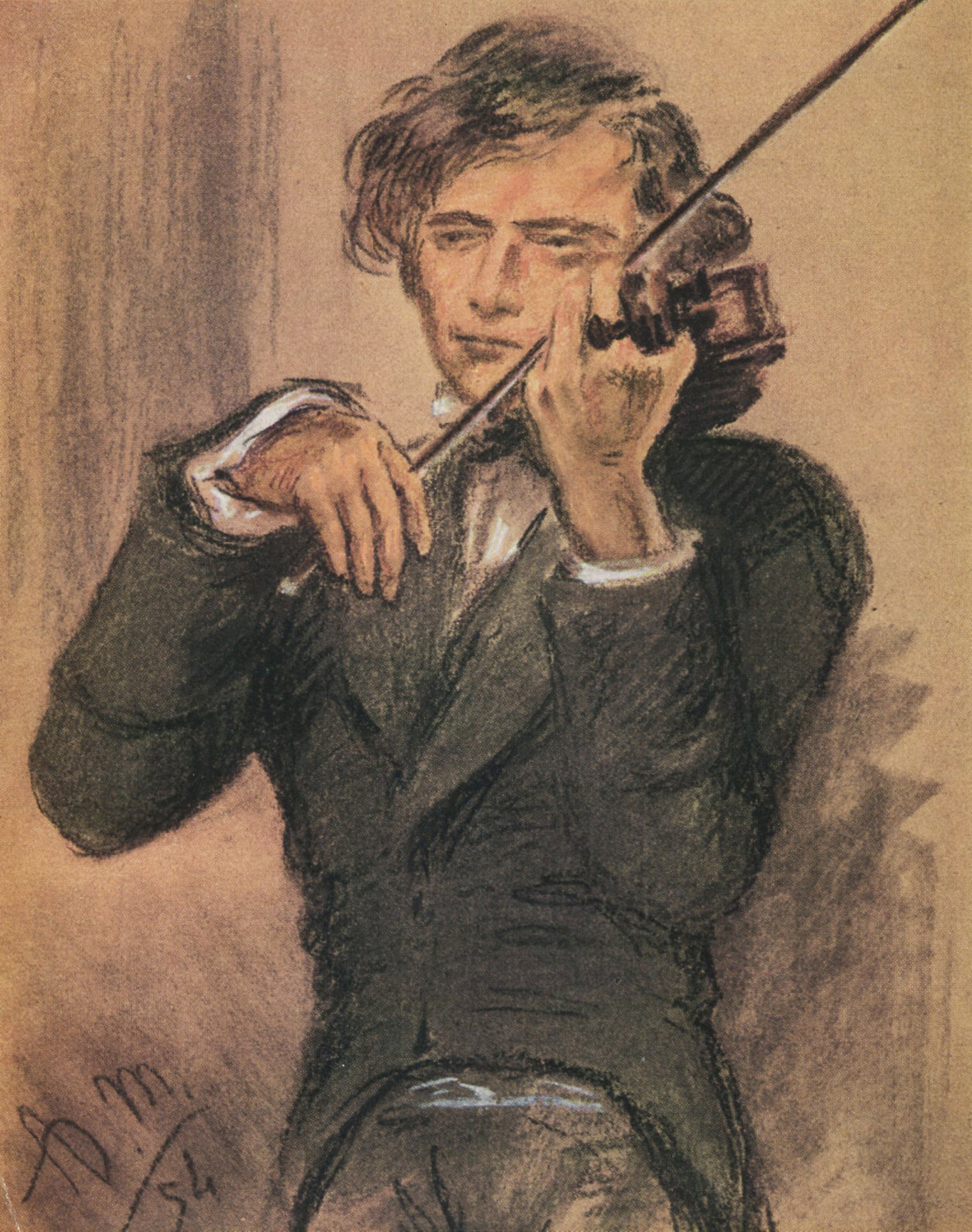
Joseph Joachim par Menzel en 1853

Commencée en 1877, l'œuvre est composée principalement durant l'été 1878 lors des vacances de Brahms à Pörtschach am Wörthersee où il avait également composé sa deuxième symphonie l'année précédente.
Le concerto est composé pour Joseph Joachim, violoniste virtuose et ami de longue date à qui il avait promis de dédier une oeuvre. Le 21 août, Brahms envoie à Joachim la partie de violon du premier mouvement, lui demandant son avis. Ce dernier, enchanté, vient rejoindre Brahms à Pörtschach pour travailler avec lui. Les deux amis se retrouvent également en septembre à Hambourg, avec Clara Schumann, pour continuer leur travail. Joachim presse un peu Brahms de terminer l'oeuvre avant la fin de l'année, afin de pouvoir créer le concerto à l'occasion du concert du nouvel an de Leipzig. Brahms, qui pensait initialement à un concerto à quatre mouvements, le réduit aux trois mouvements classiques.
Le concerto est créé par Joachim le 1er janvier 1879 à Leipzig, accompagné par l'orchestre du Gewandhaus de Leipzig sous la direction du compositeur. Cette création reçoit un accueil mitigé, Joachim et l'orchestre étant insuffisamment prêts et le premier mouvement « trop nouveau pour être véritablement apprécié ». En revanche, le dernier mouvement, « à la hongroise » — en référence à la patrie de Joachim —, est très applaudi.
Il suit la forme classique du concerto pour violon, avec deux mouvements rapides encadrant un mouvement lent (aussi connu comme vif lent vif). Le Second concerto pour piano de Brahms (également composé en 1878) compte quatre mouvements et s'écarte, lui, de cette forme. Son pendant reste le Concerto pour violon de Ludwig van Beethoven, également en ré majeur.
Joachim présente l’œuvre à Londres le 22 février 1879. En froid avec Brahms (qui a pris le parti de la femme de Joachim lors de leur divorce), le violoniste n’assura pas la promotion du Concerto qui, lors de ce concert, reçut de surcroît de vives critiques.
Ce concerto fut abondamment critiqué, notamment par Claude Debussy qui le traite de « rocaillerie » et de « monopole de l'ennui », par Gabriel Fauré ou par Édouard Lalo. L'œuvre est particulièrement difficile pour le soliste : lors de sa création, le chef d'orchestre Hans von Bülow l'a qualifié de concerto contre le violon. D'autres critiques en parlèrent comme d'une symphonie avec violon obligé, dans le sens où, contrairement à l'usage, le soliste joue en parfaite fusion avec l'orchestre[réf. souhaitée]. 
Trois élèves de Joachim — Marie Soldat, Gabrielle Wietrowetz et Leonora Jackson — s'emparèrent de la redoutable partition pour la jouer et la défendre dans les salles de concerts européennes.
L'exécution de l'œuvre nécessite environ quarante minutes. La partition originale, acquise par Fritz Kreisler, est conservée à la bibliothèque du Congrès aux États-Unis.
Une transcription pour piano et orchestre a été effectuée par Dejan Lazić, sous l'appellation de Concerto pour piano no 3 et enregistré par le transcripteur, accompagné par l'orchestre symphonique d'Atlanta sous la direction de Robert Spano[réf. souhaitée].

## Orchestration
| Nomenclature du Concerto pour violon                                     |
| Cordes                                                                   |
| Premiers violons, seconds violons et altos, violoncelles et contrebasses |
| Bois                                                                     |
| 2 flûtes et 2 hautbois, 2 clarinettes en la et 2 bassons                 |
| Cuivres                                                                  |
| 2 cors en ré, 2 cors en mi et 2 trompettes en ré                         |
| Percussions                                                              |
| Timbales                                                                 |

## Analyse
Premier mouvement
- Allegro ma non troppo, en ré majeur.

L'orchestre commence tout d'abord par introduire deux des trois thèmes principaux dans une première et longue exposition. Puis une cadence introduit le soliste, qui intervient ensuite dans une nouvelle exposition et reprend des thèmes qu'il s’appropriera (tout en y ajoutant sa fougue et sa virtuosité). L'orchestre n’interrompra jamais la « coulée lyrique » du violon. Stylistiquement, l'œuvre se rapproche des concertos de Mozart et du concerto de Beethoven. Brahms réserve au soliste une cadence avant la reprise. Celle-ci n'est pas de sa main et est laissée à l'interprète qui peut choisir entre celles de Joachim (qui est la plus jouée), Reger, Kreisler ou d'autres.
Deuxième mouvement
- Adagio, en fa majeur.

Il débute par un prélude où seuls les vents jouent, et où le hautbois expose le thème qui sera ensuite repris par le soliste (Pablo de Sarasate avait d'ailleurs refusé de jouer ce concerto en public, considérant absurde la longueur du thème confié au hautbois dans un concerto pour violon). Le violon s'inscrit dans ce mouvement en le magnifiant, mais le dramatisant parfois. La fin se veut en état d'apesanteur, d'immatérialité douce et sereine.
Troisième mouvement
- Allegro giocoso, ma non troppo vivace, en ré majeur.

Il débute par un thème en tierces au violon seul qui sont ensuite reprises puis développées par l'orchestre. Brahms se sert abondamment de la musique hongroise (en fait tzigane) pour créer dans ce mouvement une atmosphère de fête et de joie.

## Création
L'œuvre fut créée à Leipzig le 1er janvier 1879 par Joachim, qui insista pour ouvrir le concert avec le Concerto pour violon de Beethoven, écrit dans la même tonalité, et le clore avec Brahms. La décision de Joachim pouvait se comprendre, bien que Brahms se soit plaint que « c'était beaucoup de ré majeur - et pas grand-chose d'autre au programme ». Joachim ne présentait pas deux œuvres établies, mais une œuvre établie et une nouvelle, difficile, d'un compositeur qui avait la réputation d'être difficile. Les deux œuvres partagent également des similitudes frappantes. Par exemple, Brahms fait entrer le violon avec les timbales après l'introduction orchestrale : c'est un hommage évident à Beethoven, dont le concerto pour violon fait également un usage inhabituel des timbales. Brahms a dirigé la première. Diverses modifications ont été apportées entre cette date et la publication de l'œuvre par Fritz Simrock plus tard dans l'année.
La réaction de la critique a été mitigée : le chef d'orchestre Hans von Bülow et Joseph Hellmesberger, à qui Brahms a confié la première à Vienne, qui a pourtant été accueillie avec enthousiasme par le public, n'étaient pas très enthousiastes après la première écoute. Joachim a donné la première britannique au Crystal Palace de Londres le 22 février 1879, sous la direction d'August Manns. Henryk Wieniawski a qualifié l'œuvre « d'injouable », et le virtuose Pablo de Sarasate a refusé de la jouer parce qu'il ne voulait pas « se tenir sur la tribune, le violon à la main, et écouter le hautbois jouer le seul air de l'adagio ». Face à ces critiques, les auditeurs modernes estiment souvent que Brahms ne cherchait pas vraiment à produire un concerto conventionnel pour une démonstration de virtuosité ; il avait des objectifs musicaux plus élevés.
Des critiques similaires ont été formulées à l'encontre des concerti à cordes d'autres grands compositeurs, tels que le Concerto pour violon de Beethoven et Harold en Italie d'Hector Berlioz, pour avoir fait du soliste « presque une partie de l'orchestre ». Trois des élèves de Joachim, Marie Soldat, Gabriele Wietrowetz et Leonora Jackson ont contribué à l'expansion musicale du concerto. Grâce à elles, le concerto de Brahms s'impose dans les concerts.

## Discographie
- Yehudi Menuhin, Wilhelm Furtwängler (dir) l'Orchestre du festival de Lucerne, 1949 (Tahra, Naxos)[6].
- Leonid Kogan, Kyril Kondrashin (dir) Philharmonia Orchestra, Columbia
- Arthur Grumiaux, Eduard van Beinum (dir) Orchestre royal du Concertgebouw, Philips, 1958 (rééd. Philips Classics, 1987)
- Isaac Stern, Thomas Beecham (dir) The Royal Philharmonic Orchestra, Fontana
- Hilary Hahn, Neville Marriner (dir) l'Academy of St Martin in the Fields, 2001

## Sources
- Esprits Nomades